# غوشة (مقاطعة دورود)
غوشة (بالفارسية: گوشه) هي قرية تقع في قسم سيلاخور الريفي (مقاطعة دورود) في إيران. يقدر عدد سكانها بـ 166 نسمة بحسب إحصاء 2016.